# Cyphomyia obscuripalpis
Cyphomyia obscuripalpis är en tvåvingeart som beskrevs av Meijere 1919. Cyphomyia obscuripalpis ingår i släktet Cyphomyia och familjen vapenflugor. Inga underarter finns listade i Catalogue of Life.